# Góra Świętej Katarzyny (gmina Więcbork)
Góra Świętej Katarzyny – kopulaste wzgórze morenowe usytuowane nad wodami Jeziora Więcborskiego.
Góra jest półwyspem na Jeziorze Więcborskim o powierzchni 12 hektarów. Na szczycie znajduje się cmentarz parafialny oraz ewangelicki, a także strzelnica miejska, muszla koncertowa i obiekty Strzeleckiego Bractwa Kurkowego. Góra znajduje się na terenie miasta Więcbork oraz Krajeńskiego Parku Krajobrazowego. Od miasta poprzez Wzgórze św. Katarzyny biegnie ciąg spacerowy do plaży miejskiej i dalej południowym zalesionym brzegiem jeziora do wiaduktu kolejowego nad wypływającą z jeziora rzeką Orlą.